# ブランデンブルク級フリゲート
ブランデンブルク級フリゲート（ドイツ語: Fregatten der Brandenburg-Klasse, 英: Brandenburg-class frigate）は、ドイツ海軍の汎用フリゲート。計画名から123型フリゲート（Klasse F123）とも称される。

## 来歴
1980年代後半、NATO加盟8カ国の海軍は、NFR-90 (NATO Frigate Replacement for 1990s) 構想を開始した。これは、各国海軍が保有する1960年代型水上戦闘艦の老朽化が進んでいたことから、これらの代替艦として、NATOで共通のフリゲートを設計・採用し、50隻以上におよぶ大量建造を行なうことによって、相互運用性を向上させ、またコストを削減しようというものであった。西ドイツ海軍も、ハンブルク級駆逐艦 4隻及びリュッチェンス級駆逐艦 3隻を更新するため、この計画に加わっており、合計8隻の建造を予定していた。
しかし、NFR-90計画は事前調整から難航し、始動が遅れたことから、西ドイツ海軍は、老朽化が特に著しかったハンブルク級駆逐艦の更新には間に合いそうもないと判断、NFR90計画とは独立してフリゲートを開発することを決定、これによって開発されたのが本級である。開発は、1989年6月よりブローム・ウント・フォス社によって行なわれた。時間的な制約が大であったことから、同社が輸出用に開発していたMEKO型フリゲートの技術が大幅に導入されている。

## 設計
従来のMEKO型（MEKO 200型など）が中央船楼船型であったのに対し、本型では長船楼船型を採用しているが、モジュール化設計の導入のほか、船内区画の構成など、細部の設計や艤装などにも共通点が多くみられる。船体・上部構造物とも鋼製で、船体は4つのダメージコントロール・ゾーン、12個の水密区画に区分されている。主隔壁はダブルスキン構造とされた。上甲板（船楼甲板）レベルには、両舷側と船体中央部に計3本のボックスガーダーが通されている。設計にあたっては、排水量にして230トンの増大まで許容できる将来発展余地が見込まれた。
また、設計にあたってはステルス性への配慮がなされており、これらの設計は、のちにMEKO型フリゲートの新しいモデルであるMEKO A-200型フリゲートにも受け継がれたほか、NAAWS搭載の防空艦として開発されたザクセン級フリゲートでも踏襲された。レーダー反射断面積（RCS）にして、ブレーメン級フリゲート（122型）の10％に相当するとされている。
主機関に関しては、先行して1980年代前半に整備されていたブレーメン級フリゲート（122型）の構成を踏襲して、巡航機としてMTU 20V956 TB92ディーゼルエンジン、高速機としてゼネラル・エレクトリック LM2500 SA-MLガスタービンエンジン（フィアット社によるライセンス生産品）を各2基搭載したCODOG方式とされている。推進器としては、5翔の可変ピッチ式スクリュープロペラが両舷に計2軸配置されており、巡航機と高速機は各推進器に1基ずつ、減速機を介して接続されて、これを駆動する。

## 装備
搭載する武器システムについては、やはり先行するブレーメン級フリゲート（122型）のものが基本的に踏襲されている。ただし、搭載する戦術情報処理装置については、ブレーメン級のSATIR-IIが旧式のAN/UYK-7/20コンピュータを使用していたのに対し、新型のAN/UYK-43/44コンピュータを使用したSATIR-F123（オランダ製TACTICOSの派生型）に更新された。またシースパローIBPDMSのミサイル発射機についても垂直発射化されているが、これは同国海軍で初のVLS装備例であった。対潜戦装備に関しても、ソナーが1世代新しいものとされているほか、2006年には「バイエルン」で曳航式のLFASSが導入され、その運用実績が評価されたことから他の同型艦にも順次に導入される予定である。
本型の搭載するエグゾセMM38艦対艦ミサイル連装発射筒や魚雷の管制盤は、コスト削減のために前任者であるハンブルク級駆逐艦に搭載されていたものを流用している。なお、艦対艦ミサイルに関しては、2020年よりエグゾセからハープーンへの換装が行われている。また、臨検任務などに対応するため、小型ボート1隻の搭載能力がある。
2021年には、スウェーデンのサーブ社に対して本級の能力向上改修契約が46億クローネで発注されている。

## 配備
本級の4隻は現在、ザクセン級の3隻と共に第2フリゲート戦隊（2. Fregattengeschwader）を編成している。なお、1994年から2006年までは第6フリゲート戦隊を編成していたものの、同隊の解体に伴って第2フリゲート戦隊に転属したという経緯がある。
| #    | 艦名                                                    | 造船所                | 起工            | 進水           | 就役            |
| ---- | ------------------------------------------------------- | --------------------- | --------------- | -------------- | --------------- |
| F215 | ブランデンブルク Brandenburg                            | B+V                   | 1992年 2月11日  | 1992年 8月28日 | 1994年 10月14日 |
| F216 | シュレースヴィヒ＝ホルシュタイン Schleswig-Holstein     | HDW                   | 1993年 7月1日   | 1994年 6月8日  | 1995年 11月24日 |
| F217 | バイエルン Bayern                                       | 北海製作所            | 1993年 12月16日 | 1994年 6月30日 | 1996年 6月15日  |
| F218 | メクレンブルク＝フォアポンメルン Mecklenburg-Vorpommern | ブレーマー・ フルカン | 1993年 11月23日 | 1995年 2月23日 | 1996年 12月6日  |